# HD65142
HD65142 — хімічно пекулярна зоря спектрального класу A0, що має видиму зоряну величину в смузі V приблизно  8,6.
Вона  розташована на відстані близько 1230,8 світлових років від Сонця.

## Пекулярний хімічний склад
Зоряна атмосфера HD65142 має підвищений вміст 
Eu
.